# Pseudopterinotrema albulae
Pseudopterinotrema albulae är en plattmaskart. Pseudopterinotrema albulae ingår i släktet Pseudopterinotrema och familjen Pterinotrematidae. Inga underarter finns listade i Catalogue of Life.